# الحافلة القادمة

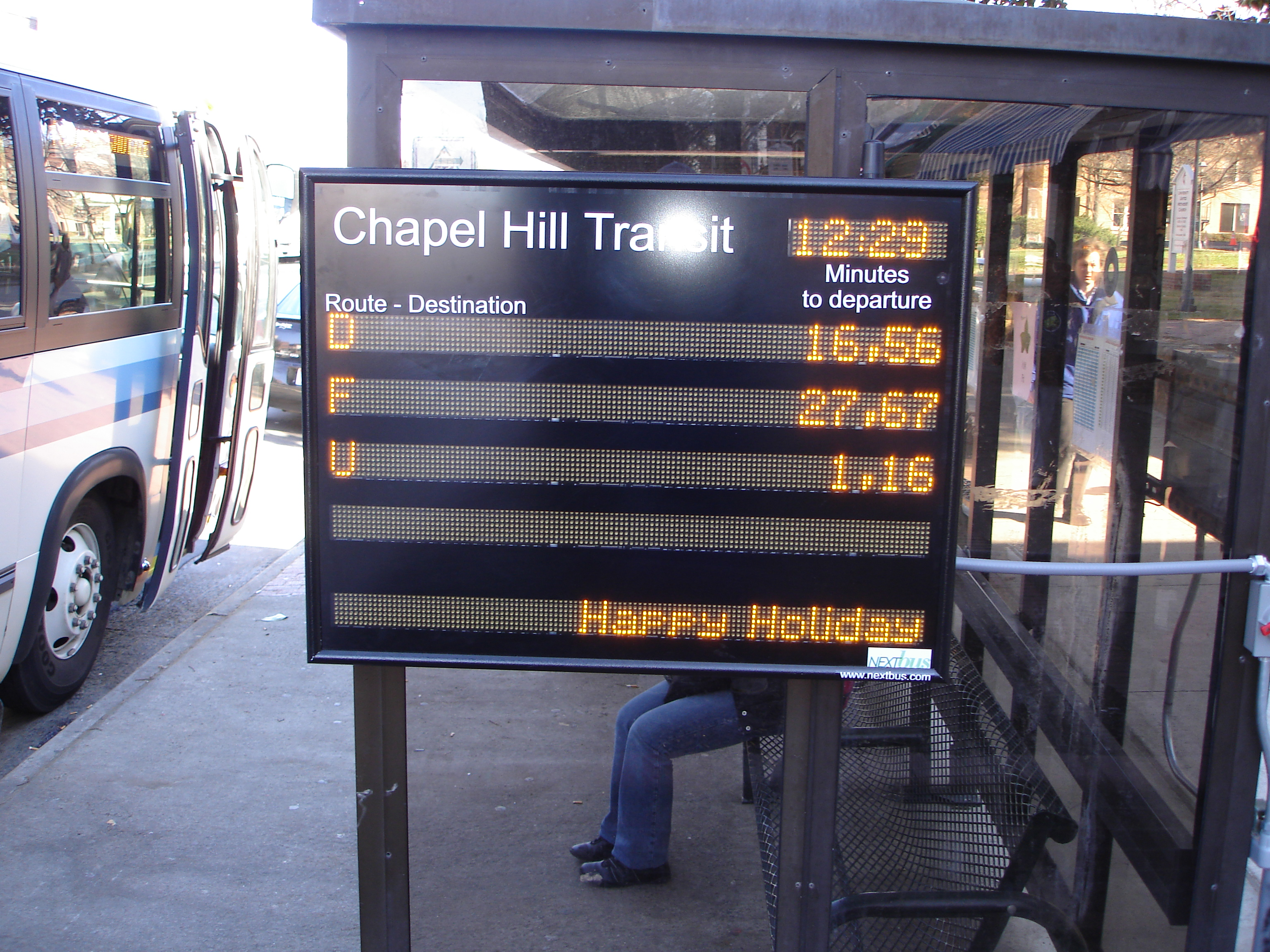
محطة إنتظار حافلات في تشابل هيل مع لوحة عرض الحافلة القادمة ، تشابل هيل ، كارولينا الشمالية

الحافلة القادمة هو نظام عمومي لتعقب وسائل  النقل العام  التي تستقبل المعلومات عن طريق الأقمار الصناعية لتحديد المواقع العالمية للتنبؤ بموعد وصول الحافلة التالية إلى أي محطة حافلات معينة، والتي تسعى لتقليل أوقات الانتظار والاعتماد على الجداول الزمنية.

## التأسيس
تأسست الشركة في عام 1997على يد كل من كين شمير وبول فريدا  في إميريفيل من ولاية كاليفورنيا لتحصل على برائت الاختراع الأمريكية 6،006،159 و 6،374،176. وأنطلاقا من عام 2013 أصبح نظام الشركة يعمل في أكثر من 130 موقع.

## نبذة عامة
جميع الباصات مدعومه بجهاز استقبال النظام العالمي لتحديد المواقع (GPS) ، والذي ينقل معلومات السرعة والمواقع إلى موقع مركزي هناك ، يقوم جهاز الحاسب الالي بعمل حساب أوقات الوصول المتوقعة لجميع نقاط التوقف باستخدام البينات في النظام عن طريق البرمجيات مسجلة الملكية ، إلى جانب معلومات التكوين وتاريخ السفر واوقاته. يتم تحويل هذه الأوقات بعد ذلك إلى «فترة انتظار» وإتاحتها على صفحة موقع NextBus الإلكتروني والعلامات  الإلكترونية في محطات الحافلات ومحطات الترام وكذلك الهواتف المحمولة والأجهزة اللاسلكية الأخرى عبر الإنترنت .

## طريقة الاستعمال
توفر شركة NextBus نظاما للمعلومات عن المسافرين في الوقت الحقيقي لجميع الطرق بالنسبة لعدة وكالات نقل رئيسية ، بما في ذلك سكة حديد بلدية سان فرانسيسكو وهيئة النقل في مقاطعة لوس أنجلوس وهيئة نقل خليج ماساتشوستس ولجنة النقل في تورنتو . النظام متوفر أيضًا في عدد من الجامعات الصغيرة الأخرى ووكالات النقل العام لما يقرب من مئة نظام.

## روابط خارجية
- الصفحة الرئيسية لشركة NextBus